# Entogonia icaunaria
Entogonia icaunaria  es una especie de polilla de la familia Geometridae, descrita por primera vez por el entomólogo inglés Francis Walker en 1857 con distribución en Guayana Francesa.
Se distingue por su pequeño tamaño, su tono más oscuro y parduzco, su ápice del ala anterior que es más prominente y su línea postmedia oscura, ubicada más distalmente que el resto de su género. Descrita en el Amazonas, también se ha descrito en Venezuela.